# Liste der Kulturdenkmale in Gierstädt

Die Liste der Kulturdenkmale in Gierstedt enthält die Kulturdenkmale, die am 29. Juni 2023 in der Denkmallisten der unteren Denkmalschutzbehörde des Landkreises Gotha zur Gemeinde Gierstädt einschließlich dem Ortsteil Kleinfahner verzeichnet waren.

## Legende
- Bild: zeigt ein Bild des Kulturdenkmals und gegebenenfalls einen Link zu weiteren Fotos des Kulturdenkmals im Medienarchiv Wikimedia Commons
- Bezeichnung: Name, Bezeichnung oder die Art des Kulturdenkmals
- Lage: Wenn vorhanden Straßenname und Hausnummer des Kulturdenkmals; Grundsortierung der Liste erfolgt nach dieser Adresse. Der Link Karte führt zu verschiedenen Kartendarstellungen und nennt die Koordinaten des Kulturdenkmals.
 Kartenansicht, um Koordinaten zu setzen – in dieser Kartenansicht sind Kulturdenkmale ohne Koordinaten mit einem roten bzw. orangen Marker dargestellt und können in der Karte gesetzt werden. Kulturdenkmale ohne Bild sind mit einem blauen bzw. roten Marker gekennzeichnet, Kulturdenkmale mit Bild mit einem grünen bzw. orangen Marker.
- Datierung: gibt das Jahr der Fertigstellung beziehungsweise das Datum der Erstnennung oder den Zeitraum der Errichtung an
- Beschreibung: bauliche und geschichtliche Einzelheiten des Kulturdenkmals, vorzugsweise die Denkmaleigenschaften
- ID: Die ID identifiziert das Kulturdenkmal eindeutig. In Thüringen sind aktuell keine IDs veröffentlicht. In der ID-Spalte kann sich auch folgendes Icon  befinden, dies führt zu Angaben zu diesem Kulturdenkmal bei Wikidata.

## Einzeldenkmale

### Gierstädt
| Bild                           | Bezeichnung                                                                    | Lage                         | Datierung | Beschreibung | ID |
| ------------------------------ | ------------------------------------------------------------------------------ | ---------------------------- | --------- | --- | -- |
| weitere Bilder Fotos hochladen | Evangelische Pfarrkirche St. Bonifatius mit Kirchhof, Einfriedung, Grabsteinen | Kirchberg 30 (Karte)         | 1846      | Neoromanische Saalkirche mit halbrunder Apsis und Westturm mit Zinnenkranz und Spitzhelm. Erbaut im nach Planung des Architekten Gustav Eberhard. Orgel erbaut durch Friedrich Knauf. 2002 renoviert. |    |
| Fotos hochladen                | Pfarrgehöft                                                                    | Große Gasse 38 (Karte)       | um 1600   | Ehemaliges Pfarrhaus mit Nebengebäuden, 1997–2000 saniert |    |
| BW                             | Pumpe                                                                          | Große Gasse 51 (vor) (Karte) |           | |    |
| Fotos hochladen                | Wohnhaus                                                                       | Grosse Gasse 53 (Karte)      |           | zweigeschossiges, traufständiges Fachwerkhaus, Eingangstür mit Verzierungen |    |

### OT Kleinfahner
| Bild                                    | Bezeichnung                      | Lage                      | Datierung | Beschreibung                                                                                 | ID |
| --------------------------------------- | -------------------------------- | ------------------------- | --------- | -------------------------------------------------------------------------------------------- | -- |
| weitere Bilder Fotos hochladen          | Evangelische Dorfkirche St. Veit | Kirchstraße (Karte)       | 1864      | Neogotische Kirche mit Westturm und zwei Querhäusern, Orgel 1864 von Friedrich Knauf & Sohn. |    |
| BW                                      | Bürgerhaus „Zum Rautenkranz“     | Kirchstraße 32 (Karte)    | 1744      | ehemaliger Gasthof, traufständiger zweigeschossiger Massivbau, über der Tür Wappenrelief     |    |
| BW                                      | Hofanlage                        | Kirchstraße 40 (Karte)    |           | Hofanlage                                                                                    |    |
| BW                                      | Portal                           | (Karte)                   |           | Portal                                                                                       |    |
| Direkt Bild zu diesem Denkmal hochladen | ehemaliger Gutsgarten            | nördlich des Ortes        |           | ehemaliger Gutsgarten                                                                        |    |
| Fotos hochladen                         | Bockwindmühle                    | östlich des Ortes (Karte) |           | Bockwindmühle                                                                                |    |

## Verschwundene Kulturdenkmale
| Bild                                    | Bezeichnung                                 | Lage           | Datierung | Beschreibung                                | ID |
| --------------------------------------- | ------------------------------------------- | -------------- | --------- | ------------------------------------------- | -- |
| Direkt Bild zu diesem Denkmal hochladen | Wohnhaus, Scheine und Pflaster (abgerissen) | Kleine Gasse 2 |           | Wohnhaus, Scheine und Pflaster (abgerissen) |    |